# セネカの死 (ダヴィッド)
『セネカの死』（セネカのし、仏: La Mort de Sénèque, 英: The Death of Seneca）は、フランスの新古典主義の巨匠ジャック＝ルイ・ダヴィッドが1773年に制作した歴史画である。油彩。古代ローマの歴史家タキトゥスが『年代記』の中で言及した、ストア派哲学者・政治家ルキウス・アンナエウス・セネカがローマ皇帝ネロによって自殺させられたエピソードを主題としている。まだロココの影響が大きかったダヴィッド初期の作品で、4度目のローマ大賞の応募作品として制作された。しかしダヴィッドはこれに落選し、大賞はジャン＝フランソワ・ピエール・ペイロンに与えられた。現在はパリのパリ市立プティ・パレ美術館に所蔵されている。また油彩による準備習作が同じくパリ市立プティ・パレ美術館に所蔵されている。

## 主題
タキトゥスによると、セネカが政治から退いた後の西暦65年、皇帝ネロを暗殺してガイウス・カルプルニウス・ピソを皇帝に擁立する陰謀が露見した。これは共謀者の1人フラウィウス・スカエウィヌスの解放奴隷ミリクスの密告によって露見したが、その際に別の共謀者アントニウス・ナタリスからセネカが陰謀に加わっていたとの証言が出た。セネカが共謀者の1人であると証言したのはこの人物だけであったが、ネロはセネカに自殺を命じた。セネカはこれを受け入れ、妻のポンペイア・パウリナもともに死ぬことを望んだ。2人は短剣で腕の静脈を切り、セネカはさらに足と膝の静脈を切った。さらにセネカは長く続く苦痛に疲れ、たがいの苦しむ姿がたがいの決意を鈍らせることを恐れ、パウリナに別の部屋に移るよう促した。一方、ネロは悪評を恐れパウリナの死を止めさせた。パウリナは召使たちによって止血されたため生き延びた。セネカは死に至るまで時間がかかると感じて服毒し、最終的に風呂に運ばれ、その蒸気で窒息死した。最後の瞬間もセネカの雄弁さは衰えることがなく、弟子たちを呼び寄せて多くのことを口述した。

## 制作経緯
『セネカの死』はローマ大賞の応募作品として制作された。この主題は王立絵画彫刻アカデミーが選んだもので、新古典主義と呼ばれる厳格さを好む時代の傾向に沿うものであった。若いダヴィッドはすでにローマ大賞のために1771年に『マルスとミネルヴァの戦い』（Le combat de Minerve contre Mars）、1772年に『ニオベの子供たちを射殺すアポロンとアルテミス』（Diane et Apollon perçant de leurs flèches les enfants de Niobé）といった作品を制作し3度の挑戦をしていたが、いずれも落選している。当時のダヴィッドはロココの影響があまりにも明白で、彼の描いた作品はアカデミーが望むものではなかった。特に1772年の『ニオベの子供たちを射殺すアポロンとアルテミス』の落選はダヴィッドを失意のどん底に落とし、自殺を考えるほどであったが、友人の励ましにより立ち直ることができた。こうして1773年の『セネカの死』は制作されたが、またしても大賞を逃すことになった。

## 作品

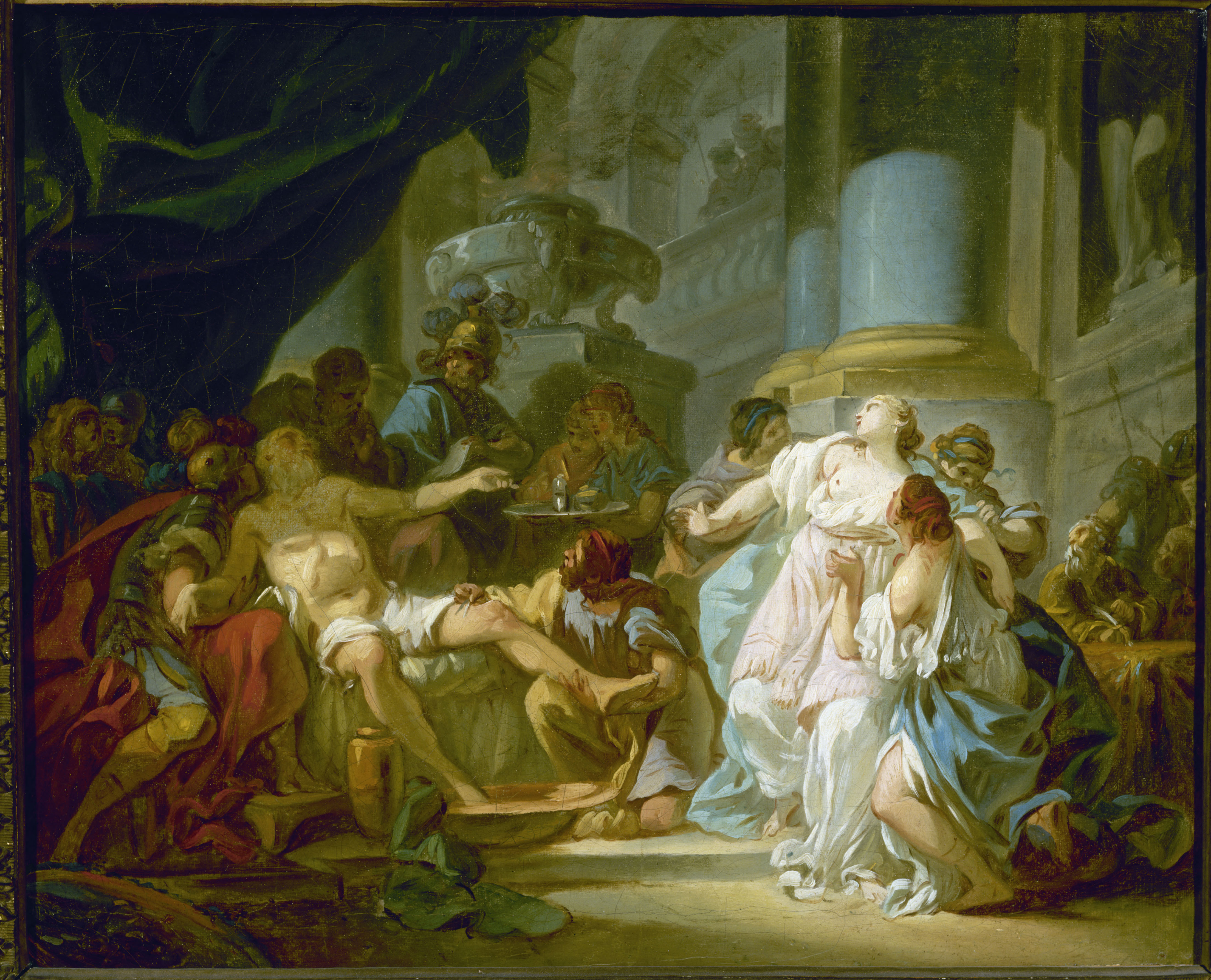
油彩による準備習作。パリ市立プティ・パレ美術館所蔵。

ダヴィッドは自殺するセネカおよび夫とともに死を選んだ妻パウリナを描いている。セネカとパウリナはどちらも自らの静脈を切っている。肘掛け椅子に座った画面左のセネカは医師の手を借りて足首を切り、足の下に置いた洗面器に血液が流れ落ちるようにしている。画面右では腕を切ったパウリナが気を失いそうになってよろめいているが、召使たちに支えられ、その腕は止血されている。セネカは双方がそれぞれの苦痛を見て弱ってしまわないように召使いたちに頼んで妻を遠ざけようとしている。一方で別の召使いたちは毒の入った小瓶をトレイに乗せてセネカに差し出し、セネカの背後では皇帝ネロから派遣された百人隊長が哲学者の自殺を見守っている。画面右端ではセネカの弟子が師の最後の言葉に注目しており、圧政に直面した最高の道徳的美徳の事例を後世に残そうとしている。背景には高い石柱が立ち並び、深い緑のドレープが巻きつけられ、壁龕には記念碑的な彫像が設置されている。
この作品は当時の好みを反映した対角線と三角形の構図を基本としているが、しかしその描写が風俗劇的であることは否定できない。多くの人物であふれた画面は騒々しく、重厚さに欠ける。セネカの身振りは哲学者の勇気ある態度が表現されておらず、妻パウリナについても右の乳房があらわとなっているし、優雅な装飾品や召使の女たちの衣装は前時代的な絵画的伝統を連想させる。ドレープや彫像は禁欲主義的な哲学者の地味な住居に相応しいとは思われず、男の召使や百人隊長の髪形や衣装とともにオペラのようであり、絵画の中で宮廷劇が演じられているかのようである。人物たちの動作は芝居がかっており、ピンクと青のパレットは陽気さを感じさせる。構図のロココ的特徴は明白であり、アカデミーによって課された主題の厳格さとはあまり適合していない。
しかしながら、妻パウリナの表現の仕方、周辺を埋める人物たちの身体のひねりなど、画面を構成する要素のいくつかは強い情熱で描かれている。中でも特に上昇力の強い石柱はそれをうかがわせる強い力があり、厳格さと、高貴さ、叙情性がある。粗野な光や激しい身振りはダヴィッドの性格を物語っており、重すぎる衣文表現や大きすぎる香炉は若さが出てしまったと思われる。
ダヴィッドはセネカの勇気ある死の態度を描くよりも、むしろセネカと妻パウリナの感情的な別れに重点を置いているように思われる。

## 来歴
1902年、美術収集家であったオーギュスト・ジャン＝バティスタ・デュトゥイ（Auguste Jean-Baptiste Dutuit）とウジェーヌ・デュトゥイ兄弟の美術コレクションおよび財産がパリ市に遺贈された。この遺贈はプティ・パレの美術館の転換を促進しただけにとどまらず、遺産である不動産資産、株式とその投資および金融収入により、いくつかの美術品の購入を可能とした。これによりダヴィッドの『セネカの死』は1913年にパリ市立プティ・パレ美術館によって購入された。準備習作は1969年に購入された。

## ギャラリー
ダヴィッドの他のローマ大賞応募作品

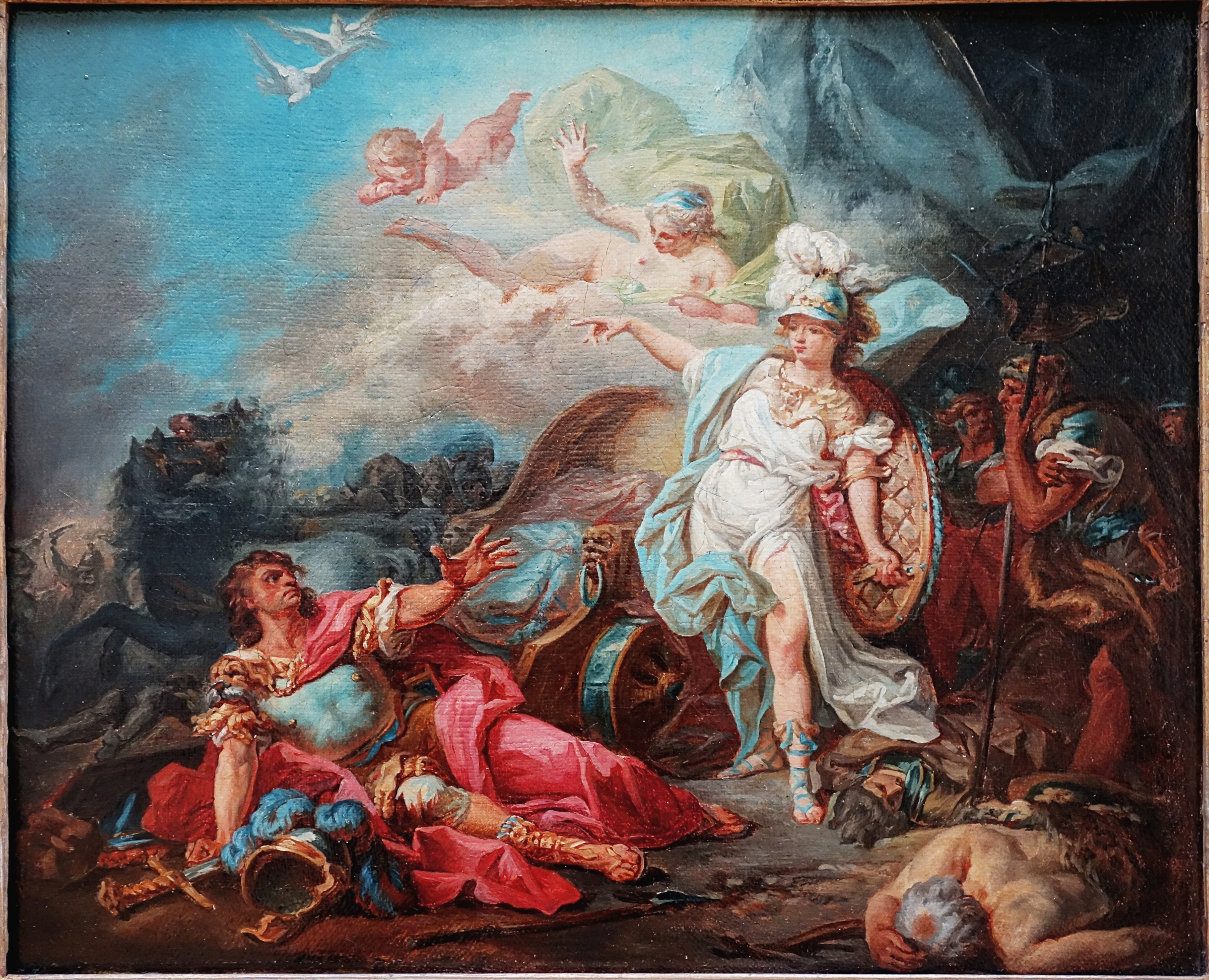
『マルスとミネルヴァの戦い』1771年 ルーヴル美術館所蔵
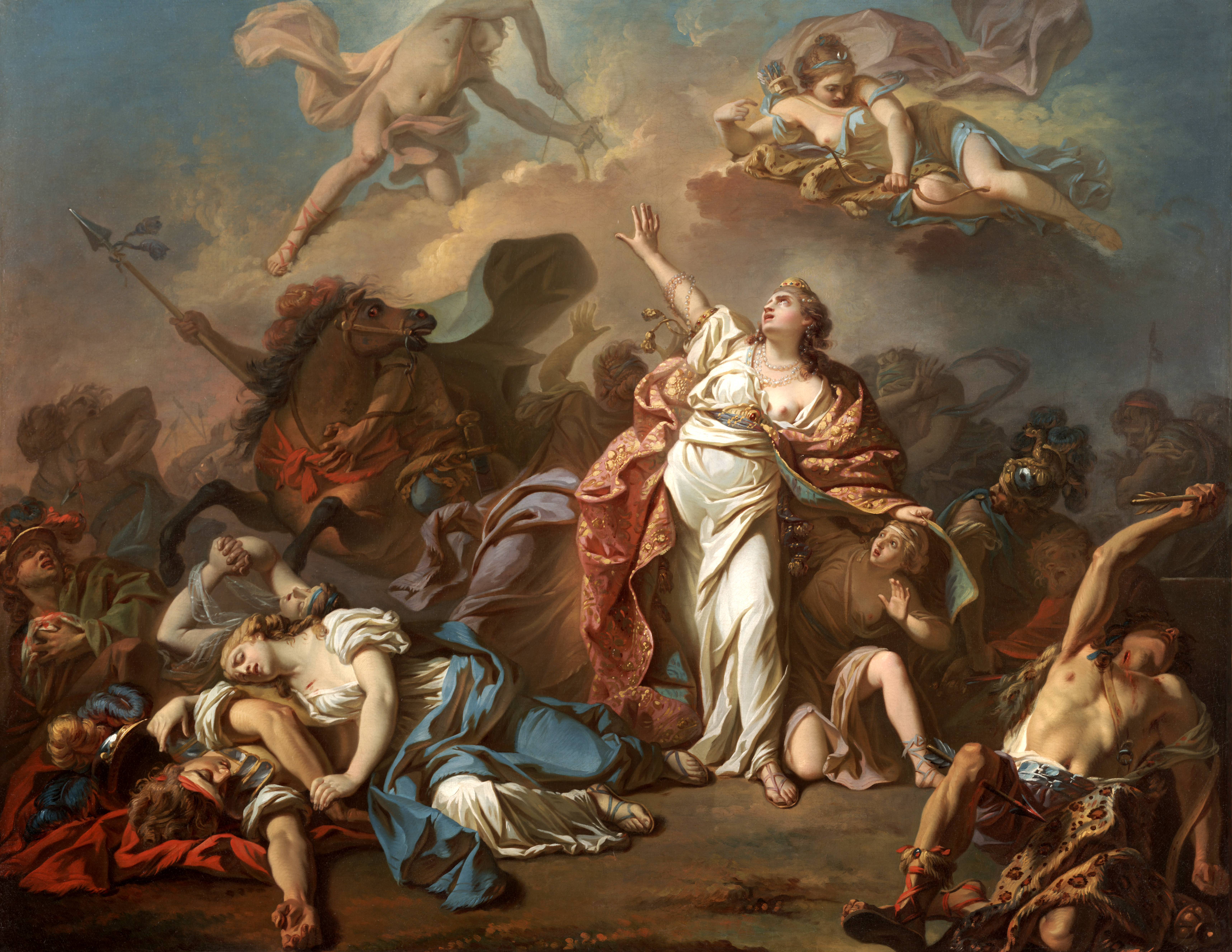
『ニオベの子供たちを攻撃するアポロン』1772年 ダラス美術館所蔵
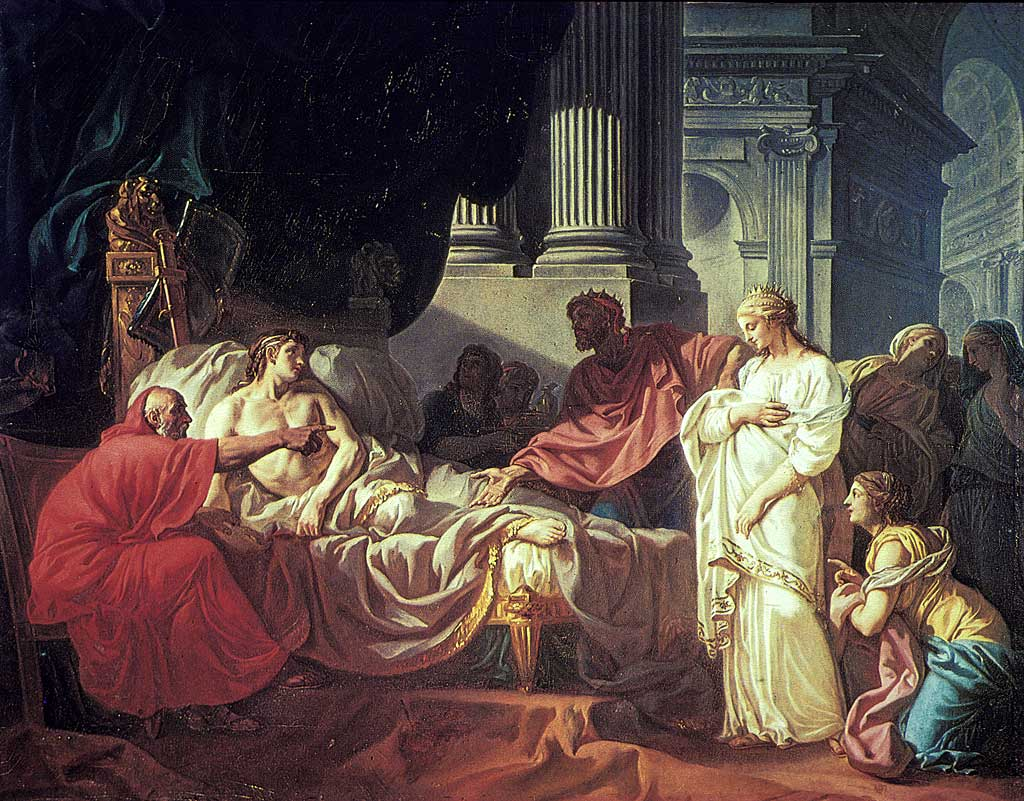
『アンティオコスとストラトニケ』1774年 パリ国立高等美術学校所蔵